# Aksel Wiin-Nielsen
Aksel Wiin-Nielsen, född 17 februari 1924 i Juelsminde, Danmark, död 26 april 2010 i Köpenhamn, var en dansk meteorolog. Han var professor och professor emeritus i geofysik vid Köpenhamns universitet, direktör för European Centre for Medium-Range Weather Forecasts (ECMWF) och generalsekreterare för World Meteorological Organization (WMO). Han invaldes 1981 som utländsk ledamot av svenska Vetenskapsakademien.

## Biografi
Efter att ha avslutat sina studier vid Köpenhamns universitet med matematik och fysik som huvudämnen arbetade Wiin-Nielsen två år som gymnasielärare på Bornholm. Han hade en genuin pedagogisk förmåga och utvecklade den ytterligare med sin tidiga praktiska träning.
Han tillhörde en grupp av ledande meteorologer under andra delen av 1900-talet, som Edward Lorenz, Jule Charney, Norman Phillips och Arnt Eliassen, vilka väsentligen bidrog för förståelsen av numeriska väderprognoser och allmän cirkulation i atmosfären. Han hade en varm personlighet, ett skarp intellekt och var öppen och framsynt i sitt sätt att vara.
Wiin-Nielsen kommer att bli ihågkommen för många saker, men kanske mest för sitt vetenskapliga ledarskap vid uppbyggnad av nya institutioner, men även sin förmåga att stimulera och motivera studenter och medarbetare och sin extraordinära pedagogiska förmåga.

## Akademisk karriär
Wiin-Nielsens meteorologiska karriär började 1952 vid Köpenhamns universitet som vetenskaplig assistent till professor Ragnar Fjørtoft. Han flyttade senare till Meteorologiska institutet i Stockholm, som hade inrättats av Carl-Gustaf Rossby 1947. Här deltog han i den första numeriska prognosen som slutförde sin beräkning före den tid för vilken prognosen gjordes. År 1959 flyttade han till USA där han stannade i femton år, med början vid Joint Numerical Weather Prediction Unit, som drivs av U.S. Weather Bureau, U.S. Air Force och U.S. Navy. År 1961 antog han ett erbjudande att arbeta vid National Center for Atmospheric Research (NCAR) i Boulder, Colorado, där hans forskning fokuserade på den allmänna cirkulationen av atmosfären. Han flyttade till University of Michigan 1963 och inrättade meteorologiavdelningen som senare utvidgades till att omfatta oceanografi och aeronomi, stannade där i tio år och byggde avdelningen till ett centrum för forskning inom dynamisk meteorologi och den allmänna cirkulationen av atmosfären.
År 1973 bildades European Centre for Medium-Range Weather Forecasts (ECMWF) och Wiin-Nielsen utsågs till dess första direktör i januari 1974. År 1979 utsåg den 8:e meteorologiska världskongressen honom till FN:s meteorologiska världsorganisations tredje generalsekreterare, så han lämnade ECMWF i slutet av det året. Han tjänstgjorde från 1 januari 1980 till 31 december 1983. Från 1975 till 1979 var han ordförande för The International Commission on Dynamical Meteorology som inrättades i dess nuvarande (2021) form av International Association of Meteorology and Atmospheric Physics (IAMAP) (numera International Association of Meteorology and Atmospheric Sciences, IAMAS) vid dess plenarsession i Zürich, Schweiz 1967. Wiin-Nielsen var också ordförande för European Geophysical Society (EGS, numera European Geosciences Union) från 1990 till 1992 och som direktör för Danmarks Meteorologiske Institut.